# Oudnovgorods
Oudnovgorods (Russisch: Древненовгородский диалект, Drevnenovgorodski dialect) is de naam van het Oudrussisch dat in de middeleeuwen gesproken en geschreven werd in Novgorod (de republiek Novgorod) en onder Novgorods bestuur vallende steden als Staraja Roessa en Torzjok. Het Oudnovgorods wijkt op een aantal zeer opvallende punten af van andere Oudrussische taalvarianten en Kerkslavisch. De taal is voornamelijk overgeleverd in de vorm van berkenbastteksten. Het dialect van de eveneens in het noorden van het oude Rusland gelegen stad Pskov komt, op enkele fonologische afwijkingen na, grotendeels overeen met het Novgorods.

## Enkele bijzonderheden van het Oudnovgorods
Alle voorbeelden zijn volgens het wetenschappelijke systeem getranslitereerd
- De meest opvallende afwijking van het Oudnovgorods is uitgang -e in de nominatief enkelvoud van mannelijke zelfstandige naamwoorden, in plaats van het overal elders verbreide -ъ.[1] Sprekers van het Novgorods voelden de afwijkendheid hiervan zelf ook goed aan en vermeden het gebruik ervan in enigszins officiële context of in communicatie met niet-Novgoroders.
- Het Oudnovgorods kende, zoals alle Slavische talen waaronder andere vormen van Oudrussisch, verschillende uitgangen voor woorden met een stam eindigend op een "zachte" (gepalataliseerde) en op een "harde" (niet-gepalataliseerde) medeklinker. In het Oudnovgorods wordt echter een aantal uitgangen gegeneraliseerd, dat wil zeggen dat een van beide uitgangen zowel bij woorden op een harde als op een zachte medeklinker gebruikt wordt. Deze morfologische nivellering treedt op in beide richtingen, met andere woorden, in sommige gevallen wordt de "harde" uitgang ook bij "zachte" woorden gebruikt en in andere gevallen wordt de "zachte" uitgang ook bij "harde" woorden gebruikt. Enkele voorbeelden:
  - "zachte" uitgang verdringt "harde"
    - nominatief / accusatief meervoud en genitief enkelvoud van a-stammen (-y → -ě)
    - accusatief meervoud van o-stammen' (-y → -ě)

  - "harde" uitgang verdringt "zachte"
    - locatief meervoud van o-stammen (-ichъ → -ěchъ)

- De tweede Slavische palatalisatie (versus de eerste Slavische palatalisatie) heeft in het Oudnovgorods niet plaatsgevonden. Door de tweede palatalisatie zijn de velaren k, g, ch vóór voor in de mond gelegen klinkers (e, ě, i, ь) in andere Slavische talen veranderd in resp. c, z, s. In het Oudnovgorods treffen we in deze gevallen nog de oorspronkelijke velaren aan.
  - kěl- ("heel") in plaats van cěl-
  - na Lugě ("aan de (rivier) Loega"), in plaats van  Luzě

Hiermee stelt het Novgorods zich tegenover de gehele rest van het Slavisch.
- Het voornaamwoord "alles" is vьch- in plaats van vьs-, wat wil zeggen dat ook de voorwaartse palatalisatie in dit geval niet heeft plaatsgevonden.

- Het Oudnovgorods maakte geen fonematisch onderscheid tussen c (ts) en č (tsj). In de praktijk komt dit erop neer dat č in de meeste gevallen vervangen wordt door c, andersom komt minder voor. Dit verschijnsel wordt tsokanje (цоканье, wat zoveel betekent als "ts zeggen") genoemd en is niet exclusief Novgorods, maar komt ook in andere vormen van Oudrussisch voor. Ook nu nog is het in sommige Russische dialecten van de regio aan te treffen.

## Status
Uit veel teksten blijkt dat de Novgoroders zich bewust waren van de eigenaardigheden van hun taal. Dit komt het sterkst tot uiting in het feit dat typisch Novgorods taalgebruik vermeden werd wanneer ze formeel wilden schrijven. De uitgang -e in de nominatief heeft hierbij de meest stiefmoederlijke positie en verdwijnt als eerste. Vormen zonder tweede palatalisatie en met tsokanje blijven echter vrijwel altijd gebruikt worden.
Een mooi voorbeeld van de variatie in taalgebruik geeft berkenbasttekst Novgorod 724. De eigenlijk brief, die verhaalt over problemen rond de belastinginning, bevat slechts één Novgorods element, terwijl de taal van een aantal aanvullende opmerkingen op de achterzijde van de brief veel lokaler gekleurd is.

## Vergelijking met Modern Russisch
De meest extreme vormen van Novgorods zijn in de loop van de tijd verdwenen en enkel zaken als tsokanje (dat überhaupt al niet exclusief Novgorods was) komen nog in dialecten voor. De evolutie van de taal van Oudrussisch tot de moderne standaardtaal heeft in sommige gevallen geleid tot vormen die overeenkomen met het Oudnovgorods, terwijl de ontwikkeling in andere gevallen juist omgekeerd is geweest.
Een voorbeeld van het eerste geval is het verdwijnen van vormen met tweede palatalisatie in zogenaamde alternerende positie. Doordat de palatalisatie slechts voor bepaalde klinkers optrad, ging de stam van een woord binnen de verbuiging verschillen. Het moderne Russisch heeft deze verschillen geëlimineerd door, naar het voorbeeld van vormen zonder palatalisatie, de oorspronkelijk velaar weer in alle posities in te voeren. Modern Russisch heeft dus, om terug te keren naar het eerder genoemde voorbeeld, (locatief) Luge in plaats van Luze, naar het voorbeeld van (nominatief) Luga.
Een omgekeerde ontwikkeling heeft zich voorgedaan bij de gelijktrekking van "harde" en "zachte" uitgangen. Waar het Oudnovgorods vooral zachte uitgangen invoerde bij harde stammen, zijn in het Modern Russisch de zachte uitgangen in vrijwel alle gevallen door de harde uitgangen vervangen.